# Llim (sèrie de televisió)
Llim és una minisèrie de televisió de drama social estrenada el 23 d'abril de 2023 a IB3 Televisió. Es tracta d'una producció d'IB3, Bastera, The Fly Hunter i La Perifèrica, amb la participació d'À Punt, 3Cat i el suport de l'Institut d'Indústries Culturals de les Illes Balears. Està formada per quatre episodis que narren la vida dels Andújar, una família que es veu en perill a causa de la corrupció, la crisi econòmica i un projecte mediambiental.

## Sinopsi
El drama s'inicia amb la imminent amenaça del projecte mediambiental Nova Albufera a la casa familiar dels Andújar, construïda en una urbanització il·legal en una zona inundable. Salvador Roig, regidor de medi ambient i amic de la família, es veu en una posició compromesa mentre Benet Vidal, un corrupte cacic del poble, promet impedir la demolició de la casa. Amb una sèrie de catastròfiques casualitats, la vida dels Andújar s'enfonsa, marcada per la fatalitat que els persegueix constantment.

## Repartiment
El cartell d'intèrprets està encapçalat per l'actriu mallorquina Júlia Truyol. El repartiment inclou també actors i actrius de les tres televisions públiques dels territoris de parla catalana: IB3, À Punt i TV3, amb una combinació de nous talents i professionals consolidats. Entre els noms destacats es troben Xim Vidal, Xavi Frau, Albert Mèlich, Tai Fati, Tània Fortea i Pep Ricart, que comparteixen pantalla amb dues cares noves, Rebeca Del Fresno i Xen Garcinuño.